# Bar lesbien

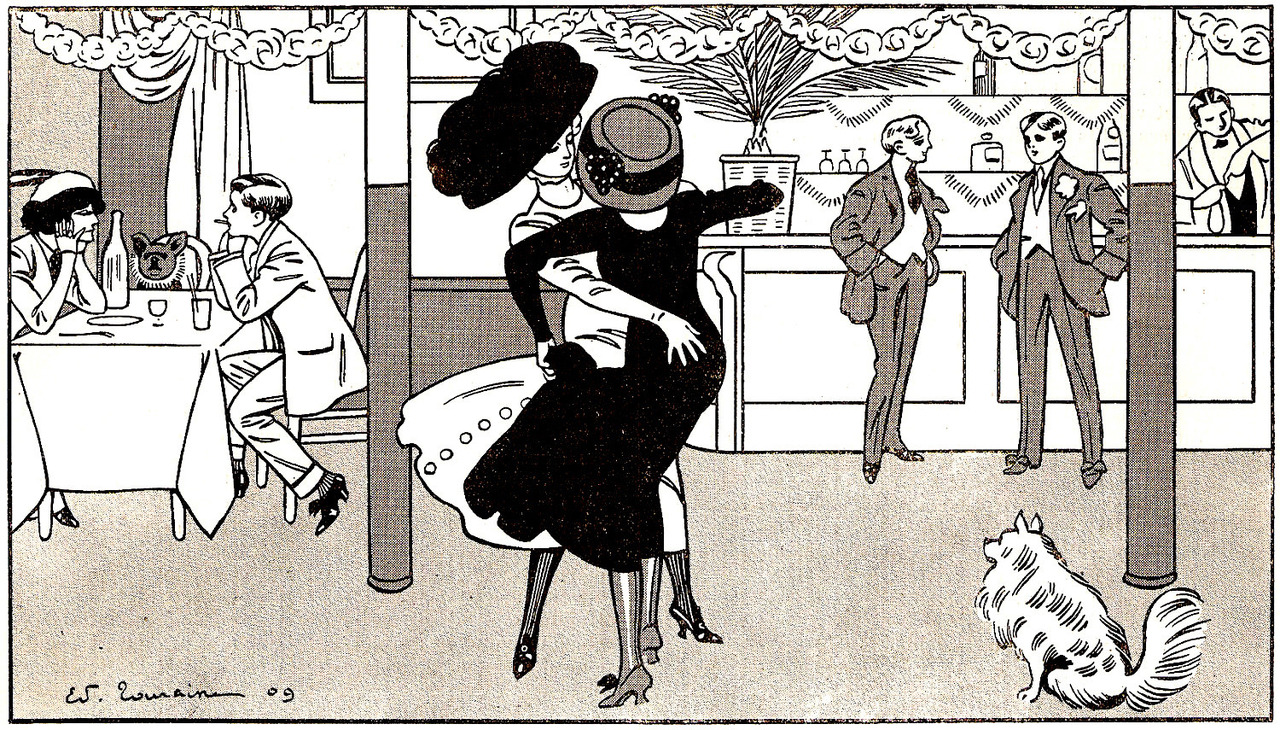
Dessin d'Édouard Touraine pour La Vie Parisienne, 27 mars 1909, représentant Colette et Palmire Dumont au bar lesbien Seminaris

Un bar lesbien (parfois appelé « bar de femmes ») est un bar qui s'adresse principalement ou exclusivement aux femmes lesbiennes. Bien que souvent confondu, le bar lesbien a une histoire distincte de celle du bar gay.

## Importance
Les bars lesbiens sont antérieurs aux lieux LGBT tels que les centres communautaires queer, les centres de santé, les librairies féministes et les cafés. Les bars lesbiens sont longtemps des lieux de refuge, de validation, de discussion et de résistance pour les femmes dont les préférences sexuelles sont considérées comme « déviantes » ou non-normatives. Ils sont des espaces de construction communautaire intergénérationnelle, où les femmes ont  l'occasion de réaliser leur coming out sans être outées, leur évitant de craindre la perte d’un emploi, de la famille et du statut social,. Ils peuvent cependant aussi être des sites d’intense isolement.

## Histoire

### Aux États-Unis
Alors qu’historiquement, les femmes ont toujours été exclues des espaces publics favorisant la consommation d’alcool, aux États-Unis leur présence dans les saloons augmente dans les années 1920. Les bars clandestins permettent aux femmes de boire en public plus librement pendant la Prohibition. Le Mona's 440 Club de San Francisco, ouvert en 1936, est largement cité comme le premier bar lesbien aux États-Unis. Dans les années 1950, des bars commencent à émerger pour les lesbiennes de la classe ouvrière, Blanches et Noires,. Une caractéristique importante de ces bars, souvent désignée par l’expression « Old Gay », est l’application de modèles binaires hétérosexistes du couple et des rôles des lesbiennes, opposant « fem » (féminines) à « butch » pour les Blanches et à « stud » pour les Noires (masculines). En raison d'un manque de capital économique et de la ségrégation, les fêtes à la maison sont alors populaires chez les lesbiennes noires. Les lesbiennes qui changent de rôle sont méprisées et parfois appelées « KiKi » ou « AC/DC ». Il n'y avait cependant pas d’autre solution à cette époque. De cette organisation précoce des lesbiennes est né le mouvement homophile et les Daughters of Bilitis.
L'identification des lesbiennes et des gays et la culture des bars se développent de façon exponentielle avec les migrations dans les grandes villes pendant et après la Seconde Guerre mondiale,,,.
Dans les années 1960, avec l’essor du mouvement de libération des homosexuels et une identification croissante avec le terme et l’identité « lesbiennes », les bars pour femmes gagnent en popularité. Les années 1970 voient la montée du féminisme lesbien, et les bars deviennent des espaces activistes communautaires importants.

#### Contrôle policier
Aux États-Unis, les descentes de police sont une constante pour les bars lesbiens. Certains propriétaires de bars se regroupent pour lutter contre cela, collectant des fonds pour défendre les clientes arrêtées lors de raids. Des policières infiltrées et en congé ont terrorisé les bars lesbiens depuis leur création. L'un des célèbres exemples est le raid du Eve's Hangout en 1926 à New York, qui aboutit à l'expulsion du pays de sa propriétaire, Eva Kotchever. Les lesbiennes peuvent être harcelées et détenues par la police pour s’être rassemblées publiquement dans un endroit où de l’alcool est servi, danser avec une personne du même sexe, ou pour défaut de présentation de pièce d'identité.
Les propriétaires de bars lesbiens étaient souvent des hommes, qui cherchaient à obtenir des permis de vente d’alcool et à renforcer leurs relations avec la police et la mafia,. Les propriétaires de bars soudoient alors souvent la police pour être avertis juste avant les descentes, afin d’allumer les lumières pour indiquer aux lesbiennes de se séparer.
En guise de protection, certains bars couvrent leurs fenêtres, n’ont aucun signe d’identification ou ne disposent d’une entrée que par une porte arrière. Certains propriétaires de bar tentent des modèles basés sur l’adhésion, ce qui renforce la sécurité mais également l’exclusion.

### En France
L'assouplissement des restrictions du commerce de l'alcool, d'une part et les discriminations dont les personnes LGBT font l'objet dans l'espace public d'autre part entraînent leur regroupement dans le monde de la nuit et l'augmentation du nombre d'établissements gays et lesbiens dans le secteur du divertissement et de la restauration, en cette fin du XIXe siècle. Certaines de ces brasseries et cabarets sont également impliquées dans la prostitution et quelques établissements visent une clientèle lesbienne,.
Un de ces établissements, La Souris, est située au 29, rue Bréda, à Pigalle. Dès 1890, elle est connue comme un lieu de rencontre lesbien. Jules Davray et d'autres auteurs ont noté que la clientèle considère cet établissement comme une seconde maison et s'exprime librement pendant son séjour,. La brasserie change à plusieurs reprises de direction au cours des années 1890. En janvier 1897, Palmire Dumont loue La Souris avec un dénommé Floquet lorsque les anciens gérants, Dame Delbès et un dénommé Liot, cèdent l'établissement. Au tournant du siècle, l'entreprise de Palmire Dumont est un passage obligé de la Tournée des Grands-Ducs, où des membres de la noblesse européenne et de la haute-bourgeoisie parisienne fréquentent des « bouges », dans un esprit de voyeurisme et d'encanaillement en transgressant les conventions sociales qui séparent habituellement les gens de la classe supérieure des pauvres. Des guides sont publiés par diverses maisons d'édition, donnant les emplacements des établissements qui s'adressent aux lesbiennes. L'historien de l'art californien Gerstle Mack, qui écrit en 1938 la première biographie en anglais de Toulouse-Lautrec, décrit l'endroit comme « le plus célèbre restaurant lesbien cette époque ».

#### Lesbophobie
En Normandie, le Bateau Ivre, établissement tenu par la peintre résistante Marie-Thérèse Auffray et sa compagne Noëlle Guillou, est victime de menaces lesbophobes dans les années 70, ce qui conduit à sa fermeture.

## Déclin

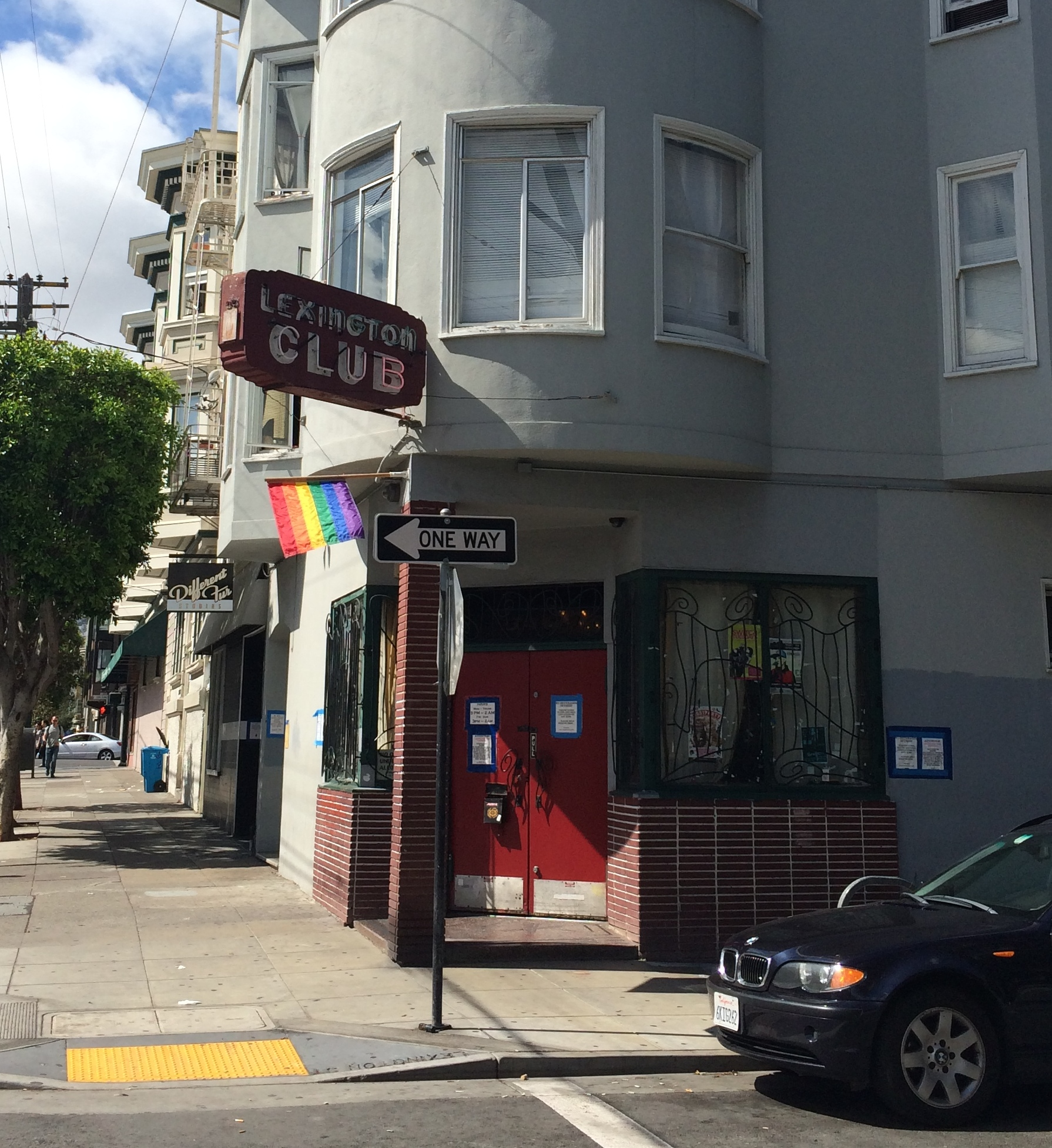
Le Lexington Club ou The “Lex” était le dernier bar lesbien de San Francisco.

En plus de la boisson, la culture des bars lesbiens compte également sur la construction communautaire, la danse et le billard. Ce mécénat ciblé mais non lucratif n’est pas toujours rentable et pousse de nombreux bars à fermer.
Ces bars historiques disparaissent car ils sont de moins en moins capable de payer les loyers. Les bars gays pour hommes persistent car les hommes gays ont plus de capital économique, et l’essor de la culture des rencontres en ligne déplace la culture des communautés lesbiennes intergénérationnelles des bars lesbiens sur Internet. Enfin, les femmes lesbiennes étant plus susceptibles de garder des enfants que les hommes gays, les quartiers lesbiens prennent une forme différente de celle des quartiers gays et, par conséquent, la vie nocturne lesbienne diminue.
Les bars lesbiens étant ainsi devenus rares dans les pays de culture occidentale, il existe des bars gays qui organisent des « nuits lesbiennes » ou des « nuits femmes queers ». Plus généralement, les soirées lesbiennes et queers se déroulent généralement sur plusieurs sites, notamment des boîtes de nuit hétérosexuelles, ce qui pose challenge quant à la formation des personnels au sujet de la sécurité des participantes.

## Relations avec la communauté trans
En raison de la prévalence des discours TERF et de leur perception comme étant répandus dans la communauté lesbienne, les soirées lesbiennes doivent activement prouver qu'elles incluent les personnes trans et qu'elles prennent des mesures concrètes pour ne pas être associées à cette idéologie. Ce présupposé fait que la soirée Butch, please ! de Londres est critiquée à son lancement car elle se présente comme une « soirée lesbienne », ce qui est perçu comme excluant ; ces critiques se dissipent que lorsqu'il est clair que les hommes trans peuvent se rendre à ces soirées, ainsi que les autres membres de la communauté LGBTQIA, comme les organisatrices le prévoyaient dès le départ.

## Postérité
L'artiste américaine Gwen Shockey consacre un important pan de son œuvre à la récupération historique des anciens bars lesbiens de New York.